# Едуардо Сантос Соарес
Едуардо Сантос Соарес (порт.-браз. Eduardo Santos Soares; нар. 10 січня 2001, Кампу-Формозу, Баїя, Бразилія) — бразильський футболіст, опорний півзахисник клубу «Рібейран 1968».

## Життєпис
Вихованець «Корітіби». У 2019 році перебрався до молодіжної академії «Атлетіку Гоянієнсі». У дорослому футболі дебютував 8 березня 2020 року в переможному (1:0) виїзному поєдинку Ліга Гояно 1 проти «Гоянії». Едуардо вийшов на поле на 83-й хвилині замість Кайо Вінісіуса. Цей матч виявився єдиним у першій команді «Атлетіку Гоянієнсі». У серпні 2020 року перебрався до «Портімоненсі», де виступав за команду U-23. У середині серпня 2022 року відправився в оренду до «Спортінга». У футболці ковільянського клубу дебютував 18 вересня 2022 року в програному (0:4) виїзному поєдинку 7-го туру Сегунда Дивізіону проти «Бенфіки Б». Соарес вийшов на поле на 78-й хвилині замість еквадорця Серхіо Кінтеро. У першій половині сезону 2022/23 років виходив на поле в 2-х поєдинках Сегунда Дивізіону. На початку липня 2022 року повернувся до «Портімоненсі», де продовжував виступати за команду U-23.
Наприкінці березня 2023 року переїхав до польської «Радуні». У футболці стенжицького клубу дебютував 1 квітня 2023 року в переможному (2:1) виїзному поєдинку 25-го туру Другої ліги Польщі проти «Котвиці» (Колобжег). Едуардо вийшов на поле в стартовому складі, на 58-й хвилині відзначився дебютним голом у професіональному футболі, на 59-й хвилині отримав жовту картку, а на 75-й хвилині його замінив Чезари Саучек. У другій половині сезону 2022/23 років зіграв 7 матчів та відзначився 4-ма голами у Другій лізі Польщі.
На початку липня 2023 року підписав контракт з львівськими «Карпатами». За команду зіграв лише одну гру у Першій лізі проти «Металіста» (3:0), і вже 1 грудня покинув команду у статусі вільного агента.
На початку 2024 року повернувся до Португалії, де виступав за нижчолігові клуби «Олівейра-ду-Ошпітал» та «Рібейран 1968».